# Bilal Bari
Pour les articles homonymes, voir Bari (homonymie).
Bilal Bari (en arabe : بلال باري), né le 19 janvier 1998 à Lens en France, est un footballeur marocain qui évolue au poste d'attaquant.

## Biographie

### RC Lens
Bilal Bari rejoint l'académie du Racing Club de Lens en 2008. En 2016, il participe à la finale de la Coupe Gambardella perdue face à l'AS Monaco de Kylian Mbappé. Après avoir fait toutes ses classes, il signe son premier contrat professionnel, le 24 mai 2018. Bari fait ses débuts professionnels avec Lens le 27 juillet 2018 contre l'US Orléans en Ligue 2. Lors de la saison 2018-2019, par manque de temps de jeu, il est prêté au club marocain du RS Berkhane.   

### Escale en Europe de l'Est
L'été 2019, Bari quitte définitivement le RC Lens pour le club roumain du Clubul Sportiv Concordia Chiajna. Une saison plus tard, il rejoint la Bulgarie et le FC Montana. Après de bonnes prestations, il est remarqué par le Levski Sofia qui le fait signer en février 2021.

### En sélection
Natif de Lens, Bari possède des origines marocaines qui lui permettront d'être sélectionné avec les U20 du Maroc pour les Jeux de la Francophonie en 2017. Le 24 mars 2018, il est sélectionné avec l'équipe espoir. Il joue son premier match contre le Sénégal.

## Palmarès
Avec le Levski Sofia
- Vainqueur de la Coupe de Bulgarie en 2022